# Fürstenberg (Hoher Forst)

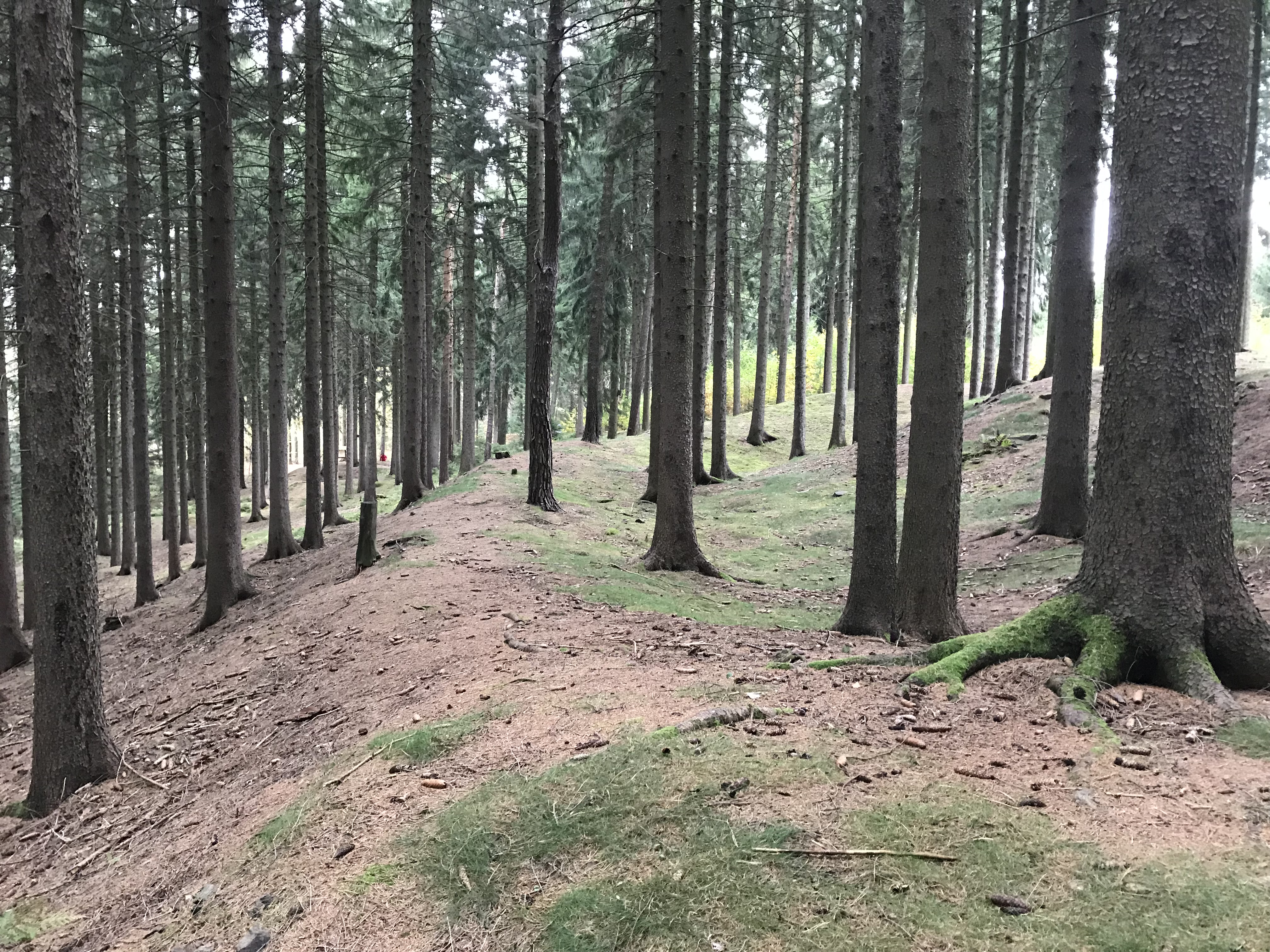
Teil des Ringwalles

Fürstenberg war eine Turmhügelburg im Hohen Forst (Hartmannsdorfer Forst) bei Kirchberg in Sachsen, in der historischen Landschaft Pleißenland. Die Turmhügelburg wurde 1316 erstmals urkundlich erwähnt, als Friedrich I., Markgraf von Meißen dem Rat und den Bürgern der Stadt Zwickau Bürgerlehen beiderseits eines ihm gehörenden, bei der Burg gelegenen fündig gewordenen Bergwerks zcu Vurstemberg verlieh. Die gelegentlich verwendete Bezeichnung „Burg Hohenforst“ ist historisch so nicht belegbar.

## Lage
Die Turmhügelburg befindet sich 1,25 km südöstlich von Burkersdorf im Nord-Zipfel des Forstreviers von Hartmannsdorf. 
Die Burgstelle liegt hier unmittelbar am östlichen Waldrand des Forstes, von dem aus hangabwärts (über ein Feld) in südsüdöstlicher Richtung der Ort Weißbach an der Straße B 93 (von Wiesenburg nach Schneeberg) zu sehen ist.
Das mit Wall und Graben umwehrte Siedlungsareal der Turmhügelburg schließt unmittelbar im Westen und Südwesten an den Burgstall an.

## Geschichte
Anfang des 14. Jahrhunderts entstand im Hohen Forst ein kleines Bergbaugebiet. Abseits der Gruben befand sich die ältere Turmhügelburg „Fürstenberg“ und die dazugehörige, umwallte Siedlung. Die Stadt Freiberg (ohne die Bergwerke) war von 1312 bis 1317 an Waldemar von Brandenburg verpfändet und Markgraf Friedrich stattete daher Zwickau mit ähnlichen Rechten wie Freiberg aus. Allerdings war Zwickau keine solche Bergstadt wie Freiberg, da es hier keine Bergwerke innerhalb der Stadtmauern gab.
Seit 1244, mit einer Unterbrechung von 1290 bis 1311, besaßen die Wettiner das Pleißenland als Pfand und setzten demzufolge auch hier ihren Anspruch auf das Bergregal durch. Dieser Anspruch kollidierte mit Ansprüchen der Vögte zu Weida, Gera und Plauen, die zwar landesherrliche Rechte ausübten, aber nicht über das Bergregal verfügten. Am 12. Mai 1317 kam es zu einer Einigung zwischen Markgraf Friedrich I. und den Vögten. Er sicherte sich die Unterstützung der Vögte und schloss mit ihnen einen Vertrag, der sie zur Gestellung von 50 Bewaffneten und der Anerkennung des Markgrafen als Landesherrn verpflichtete. Im Gegenzug wurden sie mit einer Hufe des Bergwerksgeländes auf dem Hohen Forst belehnt. Überdies bekam Heinrich II., genannt Reuße von Plauen den Dritten Pfennig von dem auf dem Hohen Forst gehaltenen Gericht. Außerdem überließ der Markgraf ihm das kyrchleen uff dem berge. Weiterhin wurden ihm „das Schrotamt, die Fleisch-, Brot- und Schuhbänke, sowie Badstuben und Erzmühlen“ überlassen. In der Folge tauchte der Hohe Forst immer wieder in Urkunden auf, so 1318, als Conrad von Dölen und Albrecht von Lichtenstein bekennen, „Gesinde des Markgrafen Friedrich geworden“ zu sein und das Bergwerk schützen zu wollen. Dafür erhielten sie einen Hof in der „stat zcu furstenberg“. Wolfgang Schwabenicky leitete aus diesen beiden Urkunden ab, dass Fürstenberg 1317 eine Bergstadt gewesen sei, obgleich die  Bergarbeitersiedlung neben der Burg nur klein war.
Friedrichs des I. Sohn Friedrich II. stand nach dem Tod seines Vaters 1323 unter der Vormundschaft Heinrichs II., Reuße von Plauen. Im Jahre 1324, als dieser die Vormundschaft antrat, beurkundete Friedrich II., alles einzuhalten, was zwischen Heinrich dem Reußen und den Wettinern bezüglich des Bergwerks „zcu dem hohenforste“ vereinbart war. Zwei Jahre später, 1326, verlieh der Markgraf gemeinsam mit seinem Vormund die Gruben auf dem Hohen Forst für 3 Jahre an Witticho von Schönfels, dessen Bruder Johann und Heinrich von Uttenhofen. Die Burg Fürstenberg existierte zu diesem Zeitpunkt schon nicht mehr, sie war von Heinrich II. Reuß 1324/25 zerstört worden.
Nachdem Markgraf Friedrich III. die Vögte von Weida und Plauen 1355 unterworfen hatte, übte er die Rechte am Hohenforst allein aus und setzte die Bergmeister Hans Bach und Albrecht Lazan ein. Das Bergwerk scheint zu diesem Zeitpunkt nicht fündig zu sein. Hans Bach und Albrecht Lazan wurde deshalb für etwaige Silberlieferungen – im Gegensatz zur üblichen Regelung – der volle Aufkaufpreis für das Silber zugestanden.
Das Ende des Bergbaus ist nicht aktenkundig, doch wurde die Siedlung verlassen, nachdem die gewinnbaren Erze abgebaut waren. Die nächste urkundliche Nachricht über bergbauliche Aktivitäten auf dem Hohen Forst datiert auf den 18. März 1472.
Laut Volkmar Geupel stammen die im Areal von Siedlung und Burgstall der Turmhügelburg geborgenen Funde aus dem 13./14. Jahrhundert. Das Burgareal wurde am 15. August 1958 als Bodendenkmal „Hohenforst/Hohe Fahrt“ unter Schutz gestellt.

## Bergwerke

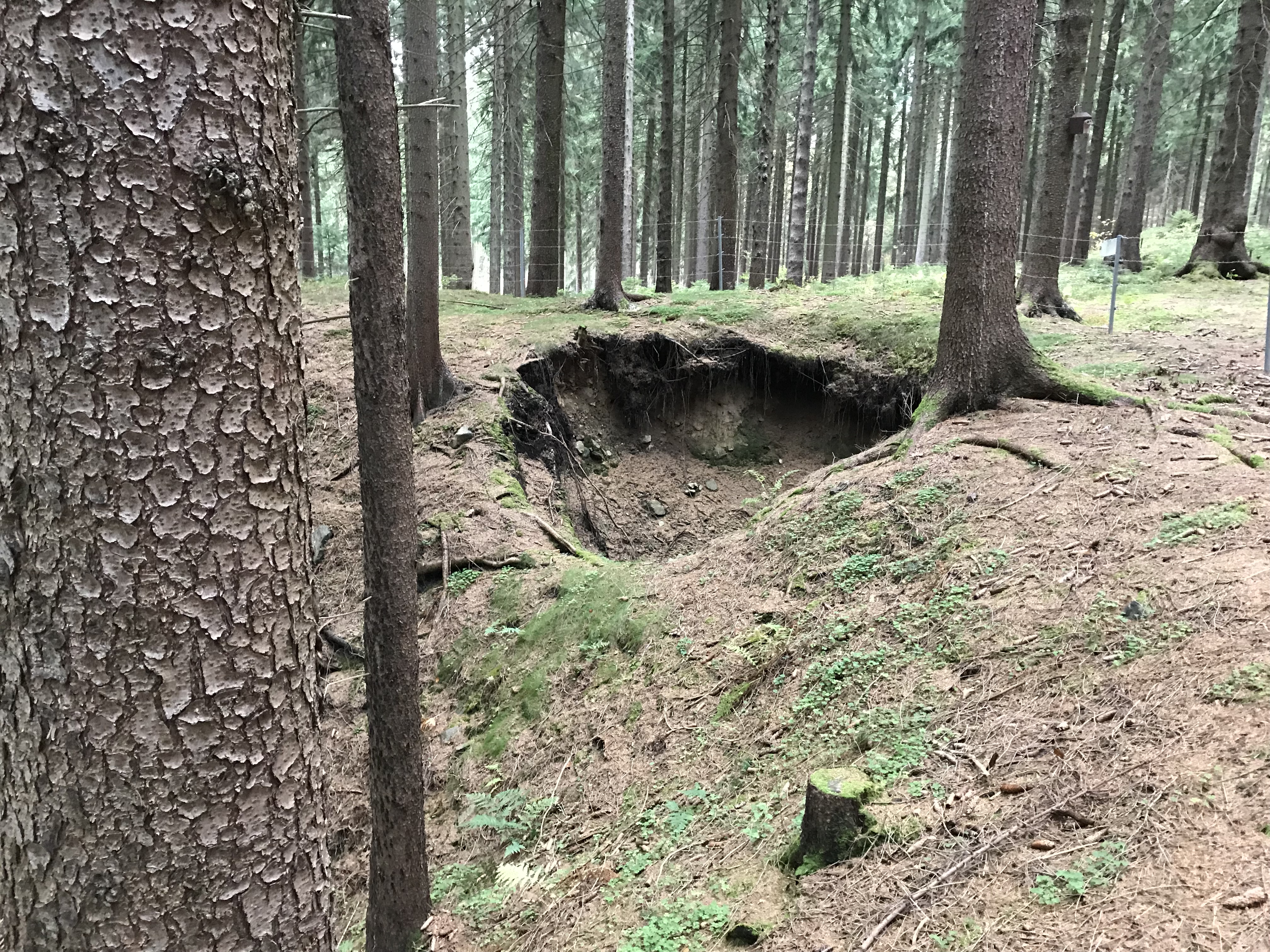
Tagebruch auf dem Hauptgang

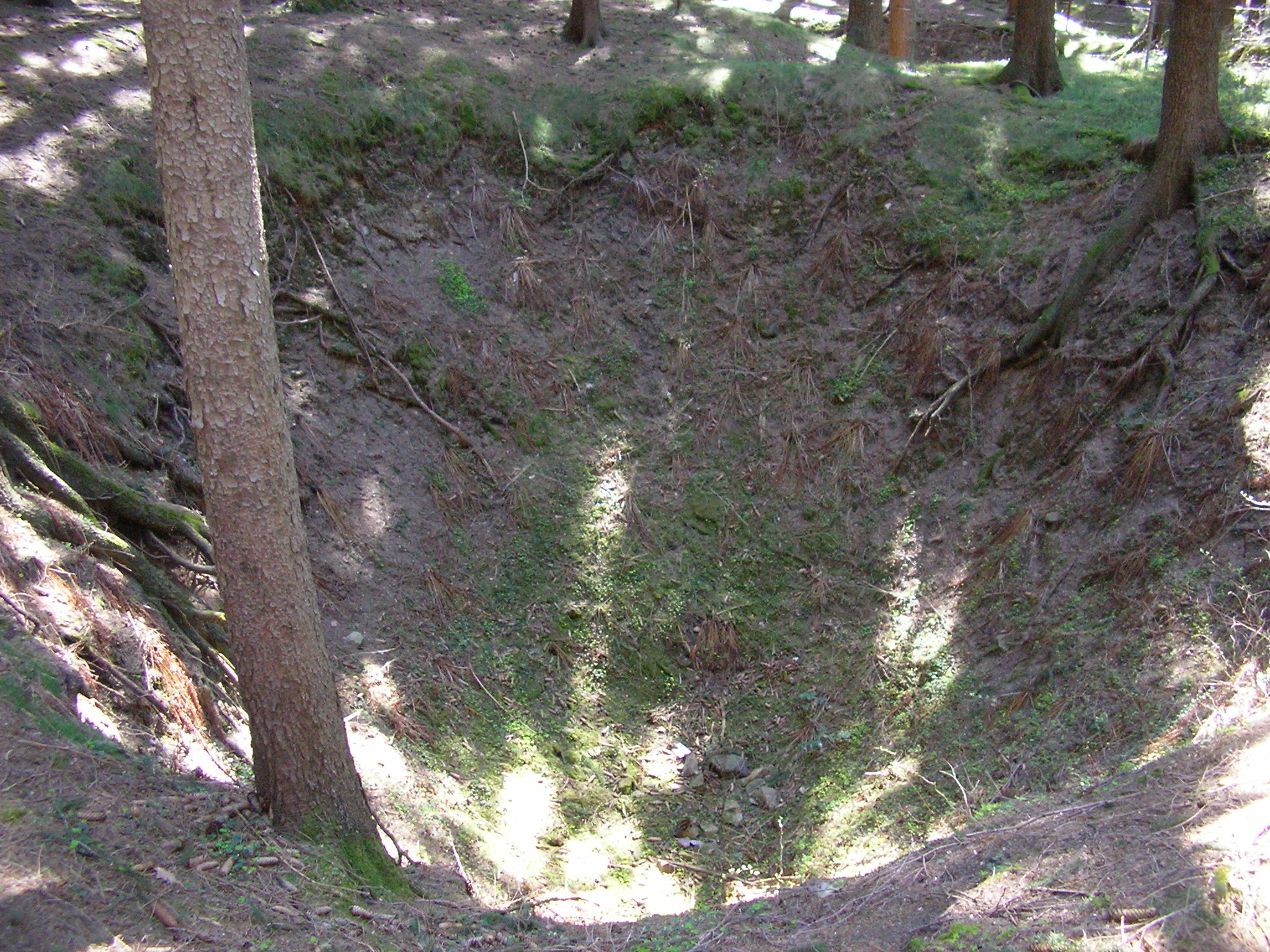
Pinge auf dem Hauptgang

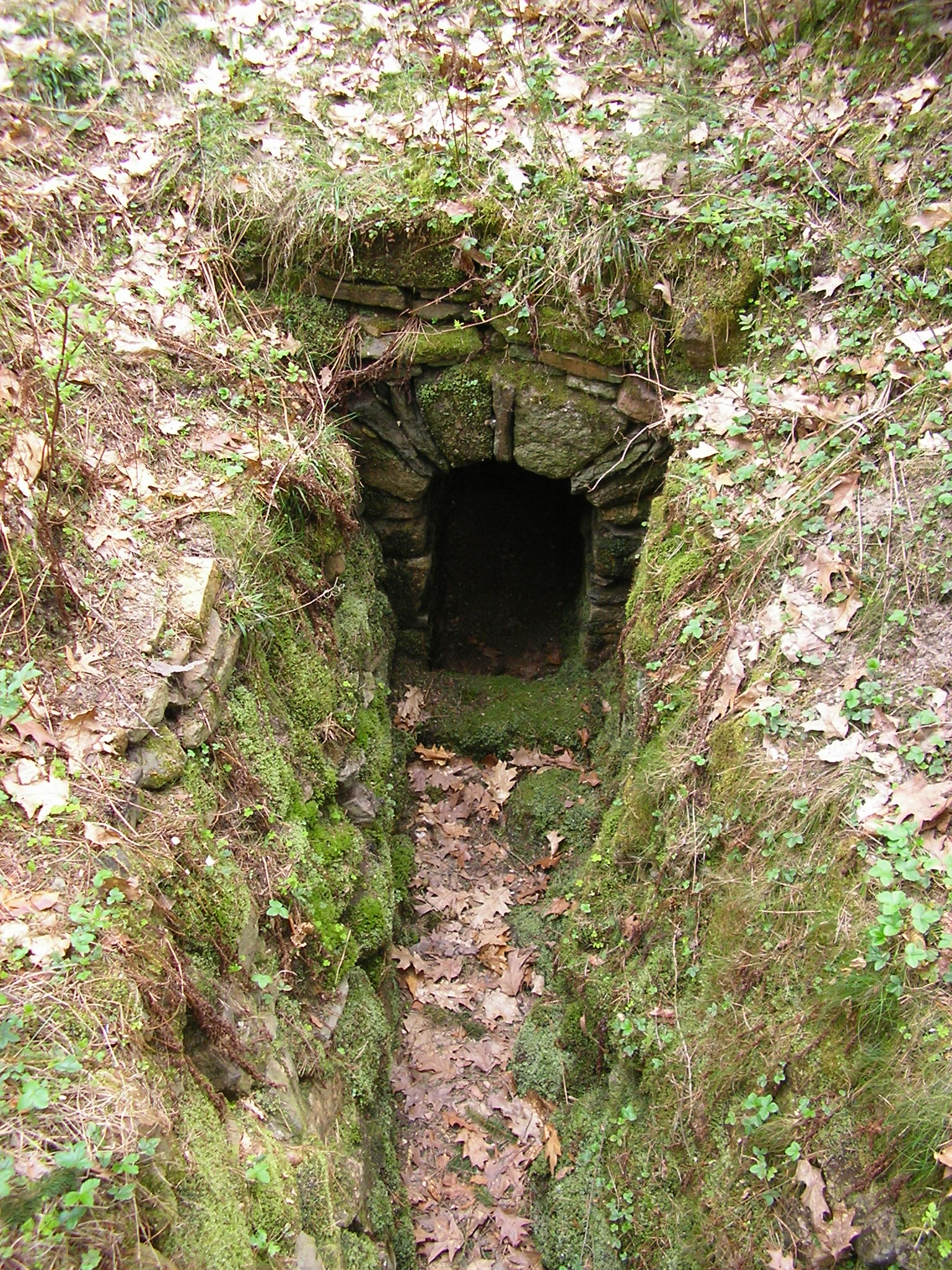
Mundloch des Tiefen Martin Römer Erbstollens

Von den Gruben zeugt heute eine Vielzahl an Bingen. Die Namen der mittelalterlichen Gruben sind nicht überliefert. Der Bergbau begann im 14. Jahrhundert. Nach dem Fündigwerden der Fundgrube im Jahr 1316 begann im Umfeld wahrscheinlich eine rege Schürftätigkeit. Allerdings muss man heute davon ausgehen, dass die Betriebszeit des Bergbaugebietes sehr kurz war und das Gelände nach 1355 wieder verlassen wurde. Nachdem der Bergbau am Schneeberg fündig wurde, richtete sich das Augenmerk auch wieder auf den Hohen Forst. Am 18. März 1472 wurden die Halden an den Kanzler der Landesherren, Kurfürst Ernst und Herzog Albrecht, Johannes Scheibe, verliehen. Die Arbeiten wurden aber nicht aufgenommen, da am 6. März 1473 die Gruben dem Zwickauer Ratsherrn und Schneeberger Zehntner Martin Römer verliehen wurden. Der als Gewerke beteiligte Nürnberger Rotschmied Staude verpflichtete sich, mit einer von dem Nürnberger Kunstmeister Gillig Glockel gebauten, durch einen Pferdegöpel angetriebenen Bulgenkunst die Grubenbaue zu sümpfen. Bis in die erreichte Teufe von etwa 135 m fand man den Gang ausgeerzt vor. Anfang 1476 wurde der Bergbau daraufhin wieder eingestellt. Zwischen 1500 und 1532 wurden die Schlackenhalden der Hütten als Zuschlagstoff für die Silberverhüttung in Schneeberg abgetragen. Ein weiterer ernst zu nehmender Bergbauversuch fand erst wieder 1793 statt. Am nördlichen Ende des Grubenfeldes wurde am 19. Mai 1793 der Martin-Römer-Erbstolln verliehen und 269 m Strecken aufgewältigt. Nach einer erneuten Verleihung 1816 wurden der jetzt als Neuer Martin-Römer-Stolln bezeichneten Stolln bis 1819 erneut aufgewältigt und dann die Arbeiten eingestellt. Am südwestlichen Ende wurde 1795 der Tiefe Martin-Römer-Stolln verliehen. Bis zur Einstellung der Arbeiten 1815 wurden 304 m auf dem Stolln und 418 m auf dem Hauptgang aufgewältigt. Erst ab dem Jahr 1935 wurden durch die Deutsche Bodenforschungsanstalt Untersuchungsarbeiten auf Wolfram im Gebiet des Hohen Forstes durchgeführt. Im Jahr 1944 begann die Sachsenerz Bergwerks AG mit der Auffahrung eines Stollns. Hierbei kamen britische Kriegsgefangene zum Einsatz, was dem Stolln den Beinamen Engländerstolln einbrachte. Die Arbeiten wurden zum Kriegsende eingestellt.
Etwa 200 m westlich des Hauptzuges, im Bereich des Mundloches des Tiefen Martin-Römer-Erbstollns gibt es zwei große Bingen. Diese werden auch als Hechtlöcher bezeichnet. Es handelt sich um die Bingen der Lichtlöcher 1 und 2 des Martin-Römer-Stollns, die zeitweise mit anfallendem Oberflächenwasser gefüllt sind, da der Stolln zum Mundloch hin verbrochen ist. „Als Hechtlöcher bezeichnet man sie deshalb, weil sich in einem der Löcher ein Riesenhecht befand, dessen altes Haupt mit Algen und Moosen besetzt war. Jedenfalls hatte früher ein Waldgänger einen Hecht eingesetzt.“

## Archäologischer Fundplatz

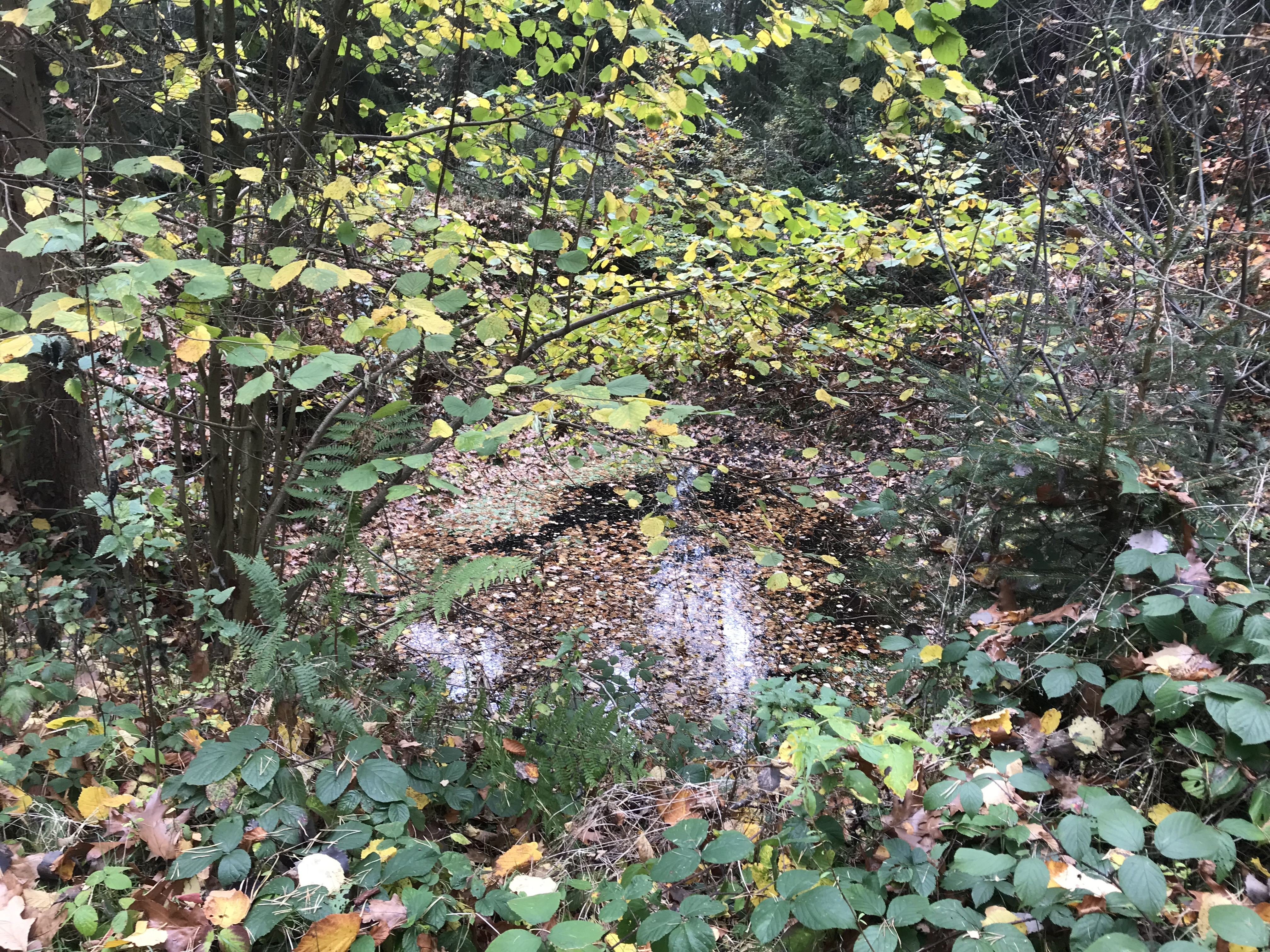
Hechtlöcher (mit Wasser gefülltes Lichtloch des Tiefen Martin Römer Stollns)

Der Bingenzug erstreckt sich über etwa 500 m in Nord-Süd-Richtung auf dem Hauptgang. Zwischen den Bingen finden sich von Grubenhäusern stammende Vertiefungen. Über dem nördlichen Teil des Erzganges ist ein etwa rechteckiger, 100 × 90 m großer Platz von einem Wall und Graben umgeben, der die eigentliche Hauptburg darstellt. Ein etwa 20 × 20 m messender Bereich in der nordöstlichen Ecke ist vom Rest der Anlage abgegrenzt und wird als befestigter Hof gedeutet.
Der hölzerne Turm der Burg befand sich etwa 30 m nordöstlich des Areals. Er war von einem nahezu kreisförmigen Graben und einem Wall umgeben. Der Turmhügel im Inneren hat einen Durchmesser von rund 22 m.
Anhand von Keramikfunden kann die Gründung der Gesamtanlage in das 14. Jahrhundert eingeordnet werden.

## Welterbe

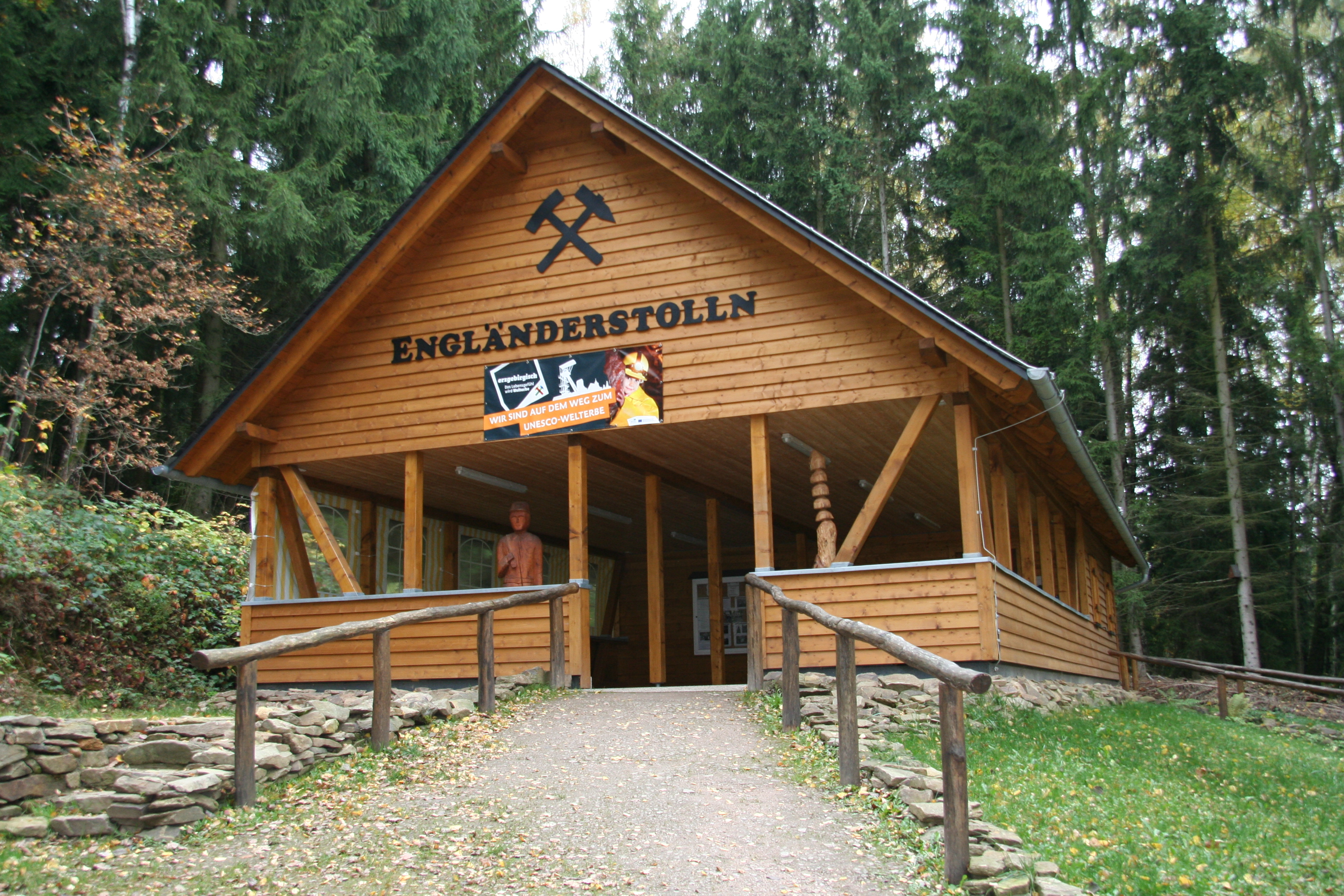
Neu errichtetes Huthaus

Der archäologische Fundplatz gehört als „Bergbaulandschaft Hoher Forst“ zum UNESCO-Welterbe Montanregion Erzgebirge. Er wurde 2000–2002 durch den Natur- und Bergbaulehrpfad „Zum Hohen Forst“ der Öffentlichkeit erschlossen, der im September 2002 eingeweiht wurde.
Seit 2014 befindet sich am Zechenplatz ein Wanderrastplatz mit einer Schutzhütte, dem „Huthaus Engländerstolln“.